# Championnat du Japon de football 2000
Navigation
J1 League 1999 J1 League 2001
Le Championnat du Japon de football 2000 est la 35e édition de la première division japonaise et la 8e édition de la J.League. Le championnat a débuté le 11 mars 2000 et s'est achevé le 9 décembre 2000. 
Les deux derniers du championnat sont relégués et les deux premiers de J. League 2 promus.

## Les clubs participants
Les 14 de la J League 1999 et les deux premiers de la J2 League 1999 participent à la compétition.
| Club                 | Dernière montée | Ville     | Classement 1999 | Entraîneur                 | Depuis | Stade                              | Capacité | Nombre de saisons |
| -------------------- | --------------- | --------- | --------------- | -------------------------- | ------ | ---------------------------------- | -------- | ----------------- |
| Shimizu S-Pulse      | -               | Shizuoka  | 1er             | Zdravko Zemunović          | 2000   | Stade du parc Nihondaira           | 20 299   | 8                 |
| Kashiwa Reysol       | 1995            | Kashiwa   | 2e              | Akira Nishino              | 1998   | Hitachi Kashiwa Stadium            | 15 349   | 6                 |
| Yokohama F. Marinos  | -               | Yokohama  | 3e              | Osvaldo Ardiles            | 2000   | Stade Nissan                       | 72 327   | 8                 |
| Cerezo Osaka         | 1995            | Osaka     | 4e              | Hiroshi Soejima            | 2000   | Stade Nagai                        | 50 000   | 6                 |
| Júbilo Iwata         | 1994            | Iwata     | 5e              | Masakazu Suzuki            | 2000   | Stade Yamaha                       | 16 893   | 7                 |
| Tokyo Verdy 1969     | -               | Tokyo     | 6e              | Yukitaka Omi               | 2000   | Stade Ajinomoto                    | 50 000   | 8                 |
| Sanfrecce Hiroshima  | -               | Hiroshima | 7e              | Eddie Thomson              | 1997   | Grande Arche d'Hiroshima           | 50 000   | 8                 |
| Nagoya Grampus Eight | -               | Nagoya    | 8e              | João Carlos da Silva Costa | 1999   | Stade d'athlétisme de Mizuho       | 27 000   | 8                 |
| Kashima Antlers      | -               | Kashima   | 9e              | Toninho Cerezo             | 2000   | Stade de Kashima                   | 40 728   | 8                 |
| Vissel Kobe          | 1997            | Kobe      | 10e             | Ryoichi Kawakatsu          | 1999   | Stade du Mémorial de l'Universiade | 60 000   | 4                 |
| Avispa Fukuoka       | 1996            | Fukuoka   | 11e             | Nestor Omar Piccoli        | 2000   | Level5 Stadium                     | 22 563   | 5                 |
| Gamba Osaka          | -               | Suita     | 12e             | Hiroshi Hayano             | 1999   | Stade commémoratif de l'Expo '70   | 21 000   | 8                 |
| Kyoto Purple Sanga   | 1996            | Kyoto     | 13e             | Shū Kamo                   | 1999   | Nishikyogoku Athletic Stadium      | 20 588   | 5                 |
| JEF United Ichihara  | -               | Ichihara  | 14e             | Zdenko Verdenik            | 2000   | ZA Oripri Stadium                  | 14 051   | 8                 |
| Kawasaki Frontale    | 2000            | Kawasaki  | 1er             | Hiroshi Kobayashi          | 2000   | Stade d'athlétisme de Todoroki     | 27 495   | 1                 |
| FC Tokyo             | 2000            | Tokyo     | 2e              | Kiyoshi Okuma              | 1994   | Stade Ajinomoto                    | 50 000   | 1                 |

- Tenant du titre et qualifié pour la Coupe d'Asie des clubs champions 2000-2001
- Promu de la J League 2 1999

### Localisation des clubs
| \| Clubs du Grand Tokyo · Kashima Antlers (Ibaraki) · Yokohama F. Marinos (Kanagawa) · FC Tokyo (Tokyo) · JEF United Ichihara (Chiba) · Kashiwa Reysol (Chiba) · Tokyo Verdy 1969 (Tokyo) · Kawasaki Frontale (Kanagawa) Grand Tokyo Nagoya Grampus Eight Shimizu S-Pulse Júbilo Iwata Gamba Osaka Vissel Kobe Sanfrecce Hiroshima Avispa Fukuoka Cerezo Osaka Kyoto Purple Sanga \| Localisation des clubs engagés dans le championnat. |
| Clubs du Grand Tokyo · Kashima Antlers (Ibaraki) · Yokohama F. Marinos (Kanagawa) · FC Tokyo (Tokyo) · JEF United Ichihara (Chiba) · Kashiwa Reysol (Chiba) · Tokyo Verdy 1969 (Tokyo) · Kawasaki Frontale (Kanagawa) Grand Tokyo Nagoya Grampus Eight Shimizu S-Pulse Júbilo Iwata Gamba Osaka Vissel Kobe Sanfrecce Hiroshima Avispa Fukuoka Cerezo Osaka Kyoto Purple Sanga                                                           |

| Clubs du Grand Tokyo · Kashima Antlers (Ibaraki) · Yokohama F. Marinos (Kanagawa) · FC Tokyo (Tokyo) · JEF United Ichihara (Chiba) · Kashiwa Reysol (Chiba) · Tokyo Verdy 1969 (Tokyo) · Kawasaki Frontale (Kanagawa) Grand Tokyo Nagoya Grampus Eight Shimizu S-Pulse Júbilo Iwata Gamba Osaka Vissel Kobe Sanfrecce Hiroshima Avispa Fukuoka Cerezo Osaka Kyoto Purple Sanga |

| Pos | Club                 | Pts | J  | V/EP | N | D/EP | Bp | Bc | Diff |
| --- | -------------------- | --- | -- | ---- | - | ---- | -- | -- | ---- |
| 1   | Yokohama F. Marinos  | 30  | 15 | 10/0 | 0 | 4/1  | 32 | 21 | +11  |
| 2   | Cerezo Osaka         | 29  | 15 | 9/1  | 0 | 4/1  | 34 | 25 | +9   |
| 3   | Shimizu S-Pulse      | 28  | 15 | 8/2  | 0 | 4/1  | 21 | 17 | +4   |
| 4   | Kashiwa Reysol       | 26  | 15 | 6/4  | 0 | 4/1  | 25 | 22 | +3   |
| 5   | Júbilo Iwata         | 25  | 15 | 7/2  | 0 | 3/3  | 32 | 25 | +7   |
| 6   | FC Tokyo             | 23  | 15 | 7/1  | 0 | 6/1  | 24 | 22 | +2   |
| 7   | Vissel Kobe          | 22  | 15 | 7/0  | 1 | 6/1  | 21 | 17 | +4   |
| 8   | Kashima Antlers      | 22  | 15 | 6/2  | 0 | 7/0  | 20 | 17 | +3   |
| 9   | Tokyo Verdy 1969     | 20  | 15 | 5/2  | 1 | 4/3  | 26 | 23 | +3   |
| 10  | Sanfrecce Hiroshima  | 19  | 15 | 4/2  | 1 | 6/1  | 17 | 15 | +2   |
| 11  | JEF United Ichihara  | 19  | 15 | 6/0  | 1 | 6/2  | 22 | 22 | 0    |
| 12  | Nagoya Grampus Eight | 19  | 15 | 4/3  | 1 | 5/2  | 17 | 18 | -1   |
| 13  | Gamba Osaka          | 17  | 15 | 5/0  | 2 | 6/2  | 20 | 23 | -3   |
| 14  | Avispa Fukuoka       | 15  | 15 | 3/3  | 0 | 8/1  | 19 | 28 | -9   |
| 15  | Kawasaki Frontale    | 10  | 15 | 2/1  | 2 | 10/0 | 14 | 29 | -15  |
| 16  | Kyoto Purple Sanga   | 7   | 15 | 2/0  | 1 | 8/4  | 16 | 36 | -20  |

| Pos | Club                 | Pts | J  | V/EP | N | D/EP | Bp | Bc | Diff |
| --- | -------------------- | --- | -- | ---- | - | ---- | -- | -- | ---- |
| 1   | Kashima Antlers      | 33  | 15 | 9/1  | 4 | 0/1  | 28 | 10 | +18  |
| 2   | Kashiwa Reysol       | 32  | 15 | 9/2  | 1 | 3/0  | 23 | 10 | +13  |
| 3   | Júbilo Iwata         | 30  | 15 | 10/0 | 0 | 4/1  | 35 | 17 | +18  |
| 4   | Gamba Osaka          | 28  | 15 | 8/2  | 0 | 4/1  | 27 | 20 | +7   |
| 5   | Yokohama F. Marinos  | 24  | 15 | 7/1  | 1 | 5/1  | 24 | 24 | 0    |
| 6   | Avispa Fukuoka       | 22  | 15 | 6/1  | 2 | 2/4  | 22 | 20 | -2   |
| 7   | Nagoya Grampus Eight | 22  | 15 | 7/0  | 1 | 5/2  | 25 | 27 | -2   |
| 8   | FC Tokyo             | 20  | 15 | 5/2  | 1 | 6/1  | 23 | 19 | +4   |
| 9   | Cerezo Osaka         | 19  | 15 | 5/2  | 0 | 7/1  | 20 | 24 | -4   |
| 10  | Tokyo Verdy 1969     | 18  | 15 | 5/0  | 3 | 6/1  | 20 | 21 | -1   |
| 11  | Sanfrecce Hiroshima  | 18  | 15 | 5/1  | 1 | 5/3  | 23 | 25 | -2   |
| 12  | Kyoto Purple Sanga   | 18  | 15 | 5/1  | 1 | 7/1  | 23 | 30 | -7   |
| 13  | Shimizu S-Pulse      | 14  | 15 | 2/3  | 2 | 8/0  | 13 | 19 | -6   |
| 14  | Vissel Kobe          | 11  | 15 | 3/1  | 0 | 10/1 | 19 | 32 | -13  |
| 15  | Kawasaki Frontale    | 11  | 15 | 1/3  | 2 | 9/0  | 12 | 27 | -15  |
| 16  | JEF United Ichihara  | 9   | 15 | 2/1  | 1 | 8/3  | 15 | 27 | -12  |

## Finale
| 4 décembre 1999 | Yokohama F. Marinos | 0 - 0 | Kashima Antlers |                      |
|                 |                     |       |                 | Spectateurs : 41 595 |

| 4 décembre 1999 | Kashima Antlers                         | 3 - 0 | Yokohama F. Marinos |                      |                      |
|                 | Suzuki 24e · Narahashi 39e · Nakata 44e |       |                     | Spectateurs : 44 665 | Spectateurs : 44 665 |

## Classement Final
| Pos | Club                  | Pts | J  | V/EP | N | D/EP | Bp | Bc | Diff |
| --- | --------------------- | --- | -- | ---- | - | ---- | -- | -- | ---- |
| 1   | Kashiwa Reysol        | 58  | 30 | 15/6 | 1 | 7/1  | 48 | 32 | +16  |
| 2   | Júbilo Iwata S        | 55  | 30 | 17/2 | 0 | 7/4  | 67 | 42 | +25  |
| 3   | Kashima Antlers T C L | 55  | 30 | 15/3 | 4 | 7/1  | 48 | 27 | +21  |
| 4   | Yokohama F. Marinos   | 54  | 30 | 17/1 | 1 | 9/2  | 56 | 45 | +11  |
| 5   | Cerezo Osaka          | 48  | 30 | 14/3 | 0 | 11/2 | 54 | 49 | +3   |
| 6   | Gamba Osaka           | 45  | 30 | 13/2 | 2 | 10/3 | 47 | 43 | +4   |
| 7   | FC Tokyo P            | 43  | 30 | 12/3 | 1 | 12/2 | 47 | 41 | +6   |
| 8   | Shimizu S-Pulse       | 42  | 30 | 10/5 | 1 | 12/1 | 34 | 36 | -2   |
| 9   | Nagoya Grampus Eight  | 41  | 30 | 11/3 | 2 | 10/4 | 42 | 45 | -3   |
| 10  | Tokyo Verdy 1969      | 38  | 30 | 10/2 | 4 | 10/4 | 46 | 44 | +2   |
| 11  | Sanfrecce Hiroshima   | 37  | 30 | 9/4  | 2 | 11/4 | 40 | 40 | 0    |
| 12  | Avispa Fukuoka        | 37  | 30 | 9/4  | 2 | 10/5 | 41 | 48 | -7   |
| 13  | Vissel Kobe           | 33  | 30 | 10/1 | 1 | 16/2 | 40 | 49 | -9   |
| 14  | JEF United Ichihara   | 28  | 30 | 8/1  | 2 | 14/5 | 37 | 49 | -12  |
| 15  | Kyoto Purple Sanga    | 25  | 30 | 7/1  | 2 | 15/5 | 39 | 66 | -27  |
| 16  | Kawasaki Frontale P   | 21  | 30 | 3/4  | 4 | 19/0 | 26 | 56 | -30  |

|  | Qualification pour la Coupe d'Asie des clubs champions 2001-2002                                                                                         |
|  | Reléguer en deuxième division |
|  | T : Tenant du titre C : Vainqueur de la Coupe de l'Empereur 2000 L : Vainqueur de la Coupe de la Ligue 2000 S : Vainqueur de la Supercoupe du Japon 2000 |

## Récompenses individuelles

### Classement des buteurs
| Rang | Nom              | Nationalité  | Équipe              | Buts |
| 1    | Masashi Nakayama | Japon        | Júbilo Iwata        | 20   |
| 2    | Hideaki Kitajima | Japon        | Kashiwa Reysol      | 18   |
| 3    | Kazuyoshi Miura  | Japon        | Kyoto Purple Sanga  | 17   |
| 3    | Tuto             | Brésil       | FC Tokyo            | 17   |
| 3    | Yoo Sang-chul    | Corée du Sud | Yokohama F. Marinos | 17   |

## Parcours continental des clubs
Le parcours des clubs japonais en Ligue des champions de l'AFC est important puisqu'il détermine le coefficient AFC japonais, et donc le nombre de clubs japonais présents dans la compétition les années suivantes.
| Club         | Compétition                      | Résultat  | Ultime(s) adversaire(s) |
| ------------ | -------------------------------- | --------- | ----------------------- |
| Júbilo Iwata | Coupe d'Asie des clubs champions | Finaliste | Suwon Samsung Bluewings |